# Adam Cooper
Adam Cooper, född 22 juli 1971 i London, England, är en brittisk dansör. 
Cooper utbildades vid The Royal Ballet School i England och började sin karriär som balettdansör i Royal Ballet Company i Storbritannien. Han blev känd för den stora allmänheten när han 1995 tog tjänstledigt från The Royal Ballet Company för att dansa huvudrollen som Svanen i Matthew Bournes nyskapande version av Svansjön (1995).
Cooper lämnade The Royal Ballet helt 1997 och arbetade därefter som frilansdansare, musikalartist och koreograf mestadels i England, men även i USA och Japan. I Sverige känns han kanske främst igen som den vuxne Billy Elliot i biofilmen med samma namn. Cooper är gift med ballerinan och skådespelaren Sarah Wildor.

## Filmografi (i urval)
- Billy Elliot (2000).
- Madame Bovary (2000) (TV)
- Swan Lake (1996) (TV)